# Andreas Lundhäll
Sven Andreas Lundhäll född 28 juli 1971 i Stockholm, är en svensk musiker och kompositör.
Andreas Lundhäll utbildades vid Stockholms musikkonservatorium och Stockholms Musikpedagogiska Institut. Han är grundare av Audiotype, ett musikproduktionsbolag med uppdrag inom film, teater, TV och reklambranschen och har löpande uppdrag som basist i framförallt Stockholms musikliv. Han arbetar även som pedagog vid Stockholms Kulturskola och i andra sammanhang.   

## Filmmusik
- 2001 – Agnes (TV-serie)
- 2003 – Creepschool (TV-serie)